# Dekanat Ełk – Miłosierdzia Bożego
Dekanat Ełk – Miłosierdzia Bożego – jeden z 22 dekanatów w rzymskokatolickiej diecezji ełckiej.

## Parafie
W skład dekanatu wchodzi 7 parafii:
- parafia św. Brata Alberta Chmielowskiego – Chełchy
- parafia Chrystusa Sługi – Ełk, strona www
- parafia NMP Królowej Apostołów – Ełk, strona www
- parafia Opatrzności Bożej – Ełk, strona www
- parafia Wniebowzięcia NMP – Kalinowo, strona www
- parafia Matki Bożej Królowej Polski – Pisanica
- parafia św. Andrzeja Apostoła – Prawdziska

## Sąsiednie dekanaty
Augustów – św. Bartłomieja Apostoła, Ełk – MB Fatimskiej, Ełk – Świętej Rodziny, Olecko – św. Jana Apostoła, Rajgród, Suwałki – Ducha Świętego